# Alexandre Geniez
Alexandre Geniez (Rodez, 16 aprile 1988) è un ex ciclista su strada francese; professionista dal 2010 al 2022, ha vinto tre tappe alla Vuelta a España e un'edizione delle Tre Valli Varesine.

## Carriera
Passato professionista nel 2010 con la Skil-Shimano (divenuta Argos-Shimano nel 2012), con questa squadra ottiene un unico successo, la quarta tappa del Giro d'Austria 2011, e si classifica secondo al Tour de Luxembourg nello stesso anno.
Nel 2013 si trasferisce al team World Tour FDJ: durante l'anno partecipa al suo primo Tour de France e vince la quindicesima tappa della Vuelta a España in solitaria a Peyragudes. Nel 2015 si aggiudica la Tro-Bro Léon e una frazione e la classifica finale del Tour de l'Ain. Durante l'anno si piazza anche nono al Giro d'Italia, risultando il miglior francese. Nel 2016, oltre a vincere un'altra tappa al Tour de l'Ain, si aggiudica la terza frazione della Vuelta a España.
Nel 2017 passa al team AG2R La Mondiale. Nel finale di stagione si impone nella Tre Valli Varesine vincendo uno sprint a tre corridori davanti a Thibaut Pinot e Vincenzo Nibali. 
L'anno successivo vince alla prima gara stagionale, imponendosi al Grand Prix Cycliste la Marseillaise. In febbraio ottiene la vittoria in una tappa e nella generale del Tour La Provence partecipa al Giro d'Italia dove conclude all'undicesimo posto in classifica generale. Successivamente, partecipa alla Vuelta a España 2018, vincendo la 12ª tappa grazie alla fuga di giornata battendo tutti i suoi compagni d'avventura in volata. 
Nel 2019 coglie la prima vittoria stagionale al Tour de l'Ain imponendosi sul traguardo del Col de la Faucille. Tre anni dopo torna al successo vincendo il prologo e una tappa al Tour du Rwanda.
Il 3 giugno 2022 il suo team, la TotalEnergies, risolve il contratto con il ciclista dopo una presunta violenza domestica. Lascia così l'attività ciclistica.

## Palmarès
- 2009 (La Pomme Marseille)

Classifica generale Ronde de l'Isard d'Ariège
4ª tappa Giro della Valle d'Aosta
- 2011 (Skil-Shimano, una vittoria)

4ª tappa Österreich-Rundfahrt (Matrei in Osttirol > Sankt Johann im Pongau)
- 2013 (FDJ.fr, una vittoria)

15ª tappa Vuelta a España (Andorra > Peyragudes)
- 2015 (FDJ, tre vittorie)

Tro-Bro Léon
3ª tappa Tour de l'Ain (Lagnieu > Bellignat)
Classifica generale Tour de l'Ain
- 2016 (FDJ, due vittorie)

4ª tappa Tour de l'Ain (Lagnieu > Belley)
3ª tappa Vuelta a España (Marín > Dumbría/Mirador de Ézaro)
- 2017 (AG2R, tre vittorie)

2ª tappa Tour La Provence (Miramas > La Ciotat)
4ª tappa Tour de l'Ain (Lélex > Culoz)
Tre Valli Varesine
- 2018 (AG2R, quattro vittorie)

Grand Prix Cycliste la Marseillaise
1ª tappa Tour La Provence (Circuito Paul Ricard, cronometro)
Classifica generale Tour La Provence
12ª tappa Vuelta a España (Mondoñedo > Faro de Estaca de Bares/Mañón)
- 2019 (AG2R, una vittoria)

2ª tappa Tour de l'Ain (Bellignat > Col de la Faucille)
- 2022 (TotalEnergies, due vittorie)

Prologo Tour du Rwanda (Kigali, cronometro)
5ª tappa Tour du Rwanda (Muhanga > Musanze)

### Altri successi
- 2011 (Skil-Shimano)

Classifica giovani Giro di Lussemburgo
- 2016 (FDJ)

1ª tappa La Méditerranéenne (Banyoles, cronosquadre)
- 2017 (AG2R)

Classifica a punti Tour de l'Ain (Banyoles, cronosquadre)

## Piazzamenti

### Grandi Giri
- Giro d'Italia

2014: 13º
2015: 9º
2016: ritirato (4ª tappa)
2017: ritirato (4ª tappa)
2018: 11º
- Tour de France

2013: 44º
2015: 112º
- Vuelta a España

2011: 158º
2012: 90º
2013: 47º
2016: 108º
2017: non partito (16ª tappa)
2018: 90º
2020: ritirato (1ª tappa)

### Classiche monumento
- Liegi-Bastogne-Liegi

2011: 54º
2012: 53º
2013: ritirato
- Giro di Lombardia

2012: ritirato
2013: ritirato
2014: ritirato
2015: ritirato
2016: ritirato
2017: 23º

### Competizioni mondiali
- Campionati del mondo

Mendrisio 2009 - In linea Under-23: 11º
Toscana 2013 - Cronosquadre: 15º
Richmond 2015 - Cronosquadre: 11º
Innsbruck 2018 - Cronosquadre: 15º
Innsbruck 2018 - In linea Elite: ritirato

### Competizioni continentali
- Campionati europei

Plumelec 2016 - In linea Elite: 77º